# پارتیالیسم

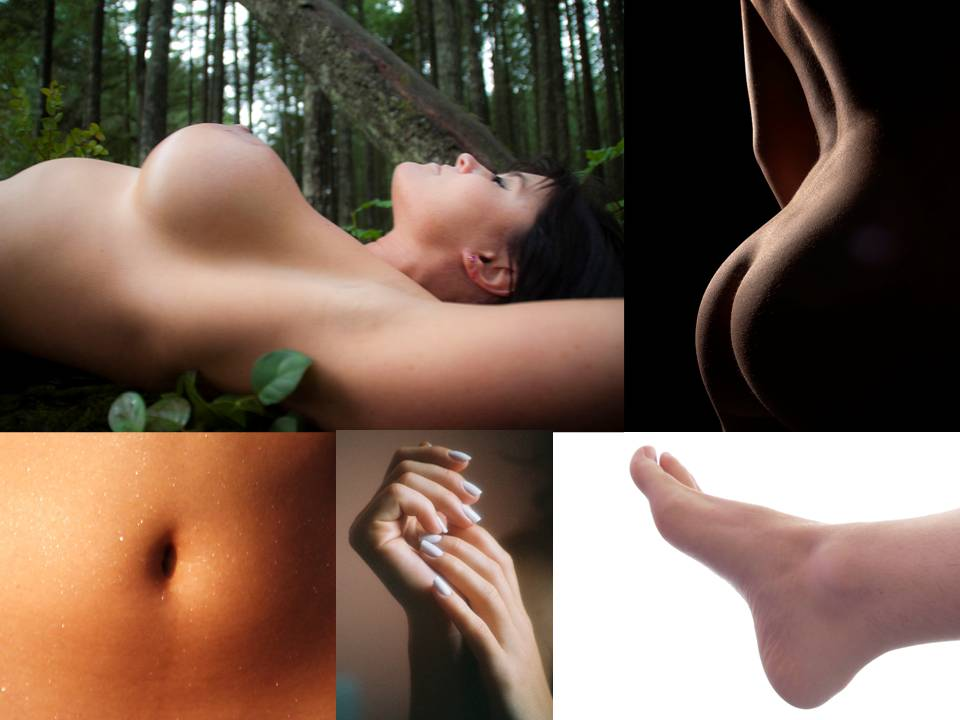
زیر بغل، پستان، نشیمنگاه، ناف، دست، مو و پیش‌پا رایج‌ترین اندام‌های مورد علاقه در پارتیالیسم هستند.

پارتیالیسم (به انگلیسی: Partialism) علاقه جنسی با تمرکز خاص بر بخش‌های خاصی از بدن به غیر از اندام‌های‌تناسلی است. پارتیالیسم فقط در حالتی که باعث ایجاد پریشانی قابل‌توجه روانی‌اجتماعی یا اثرات زیان‌آور روی زندگی افراد شود و درواقع فرد نتواند بر انگیختگی جنسی را در سایر موارد تجربه کند و مانع از رابطه جنسی(دخول) شود، توسط انجمن روان‌پزشکی آمریکا به عنوان نابهنجاری یادگارخواهی در دی‌اس‌ام-۵ طبقه‌بندی شده‌است. در راهنمای تشخیصی و آماری اختلال‌های روانی به عنوان انحراف جنسی معرفی شده‌است. برای افراد دارای پارتیالیسم، گاهی اعضای مورد علاقه‌شان کشش جنسی برابر یا حتی بیشتری نسبت به اندام‌های جنسی دارد.
پارتیالیسم در افراد دگرجنس‌گرا، دوجنس‌گرا و همجنس‌گرا رخ می‌دهد. پا یکی از پرطرفدارترین اندام‌های بدن میان افراد دارای پارتیالیسم است.

## گونه‌ها
فهرست زیر برخی از پرطرفدارترین پارتیالیسم‌ها هستند:
| نام رسمی     | نام متداول            | منبع تحریک |
| ------------ | --------------------- | ---------- |
| پودوفیلیا    | فتیش پا               | پا         |
| اوکولوفیلیا  | فتیش چشم              | چشم        |
| مَسکِلَگنیا     | فتیش زیر بغل          | زیر بغل    |
| مازوفیلیا    | فتیش پستان            | پستان      |
| پیگوفیلیا    | فتیش لمبرهای نشیمنگاه | نشیمنگاه   |
| نازوفیلیا    | فتیش بینی             | بینی       |
| تریکوفیلیا   | فتیش مو               | مو         |
| اَلوینوفیلیا  | فتیش ناف              | ناف        |
| آلوینولاگنیا | فتیش شکم              | شکم        |
| فتیش دست     | فتیش دست              | دست        |
| کروروفیلیا   | فتیش ساق و ران        | ساق و ران  |